# 708722 Timișoara
708722 Timișoara è un asteroide della fascia principale interna. Scoperto nel 2013, presenta un'orbita caratterizzata da un semiasse maggiore pari a 2,442003 UA e da un'eccentricità di 0,172840, inclinata di 17,019449ª rispetto all'eclittica.
È dedicato alla omonima città rumena. 